# Igreja Matriz de Santa Maria da Lagoa

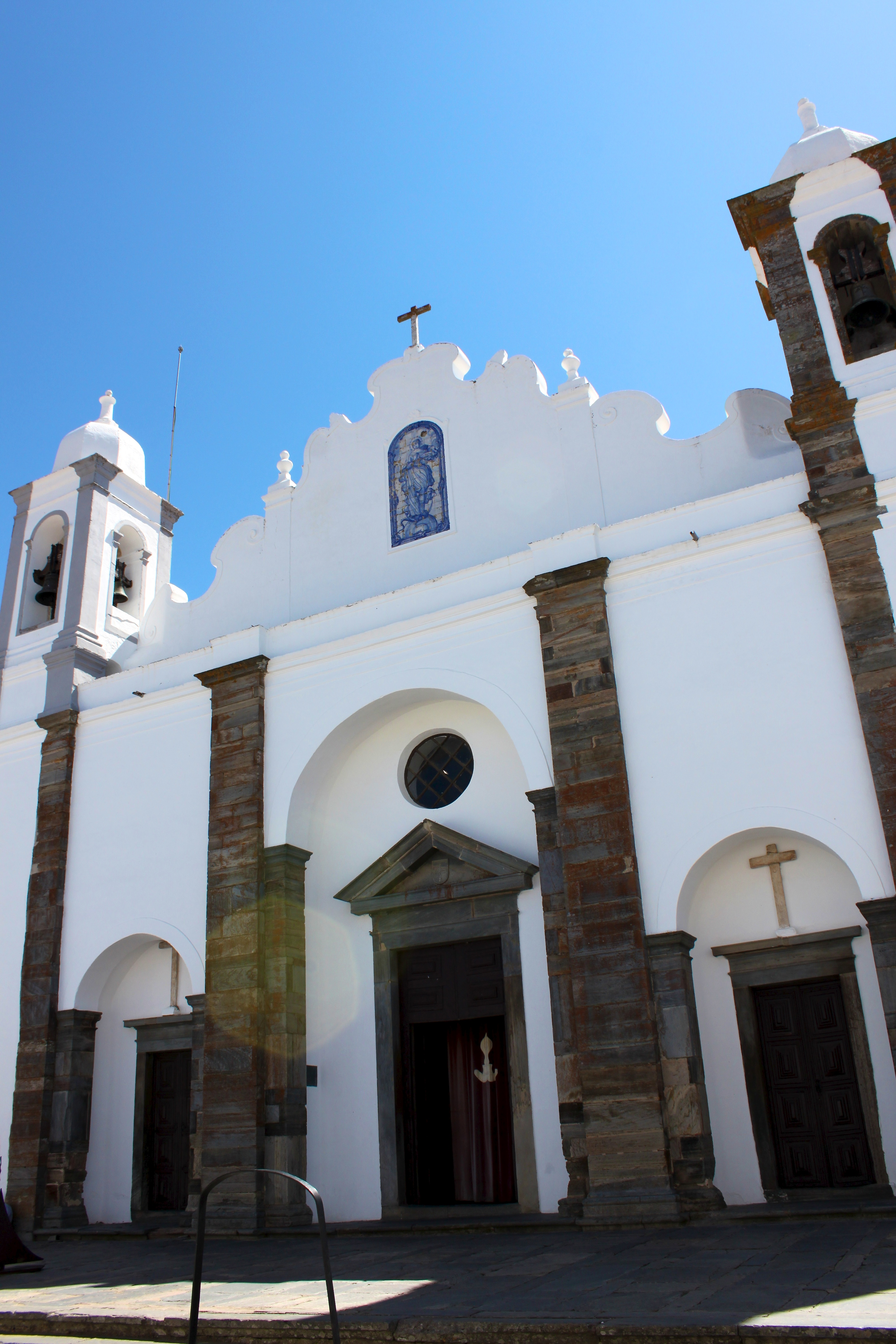

A Igreja Matriz de Santa Maria da Lagoa, também referida como Igreja Paroquial de Monsaraz e Igreja de Nossa Senhora de Lagoa, é um templo localizado em Monsaraz, no Município de Reguengos de Monsaraz, em Portugal.
Possui características do estilo românico, dentre elas as principais são: nave central abobada; duas naves laterais, coluna, contraforte e capitel. Sua decoração é simples em seu interior, a igreja é de pedra grossa e fazia aspecto de fortaleza, fechada e pouco iluminada. A planta é em cruz latina, forma mais utilizada no estilo românico.[carece de fontes?]